# 克里諾林裙襯

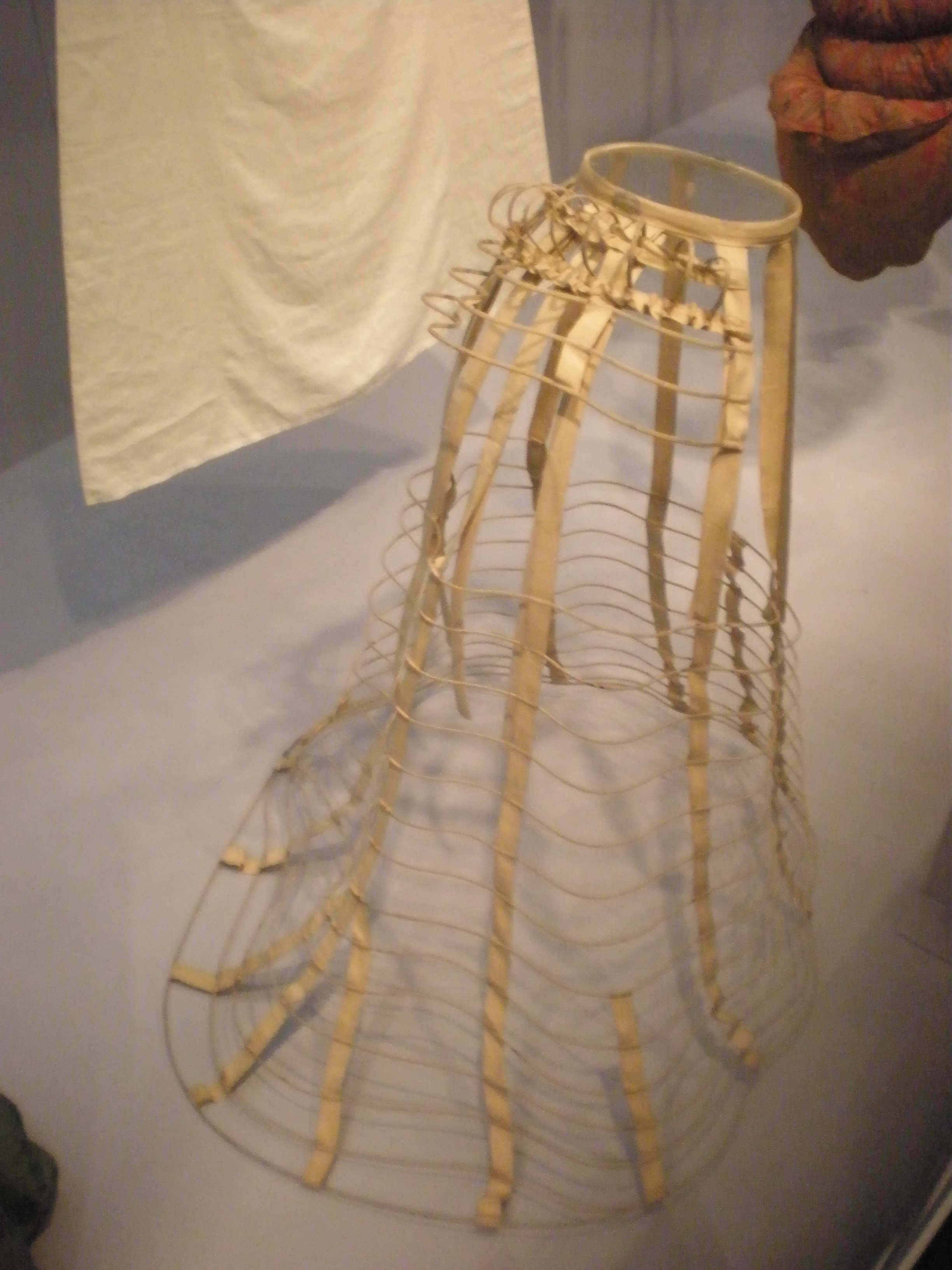
克里诺林裙架, 约1868年, 维多利亚和阿尔伯特博物馆

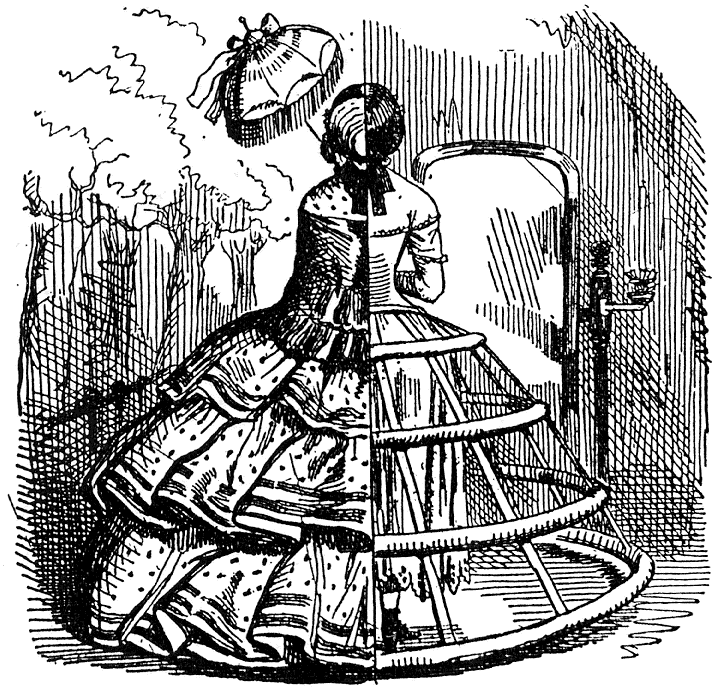
克里诺林裙衬的剖视图, 《喷趣杂志》, 1856年8月

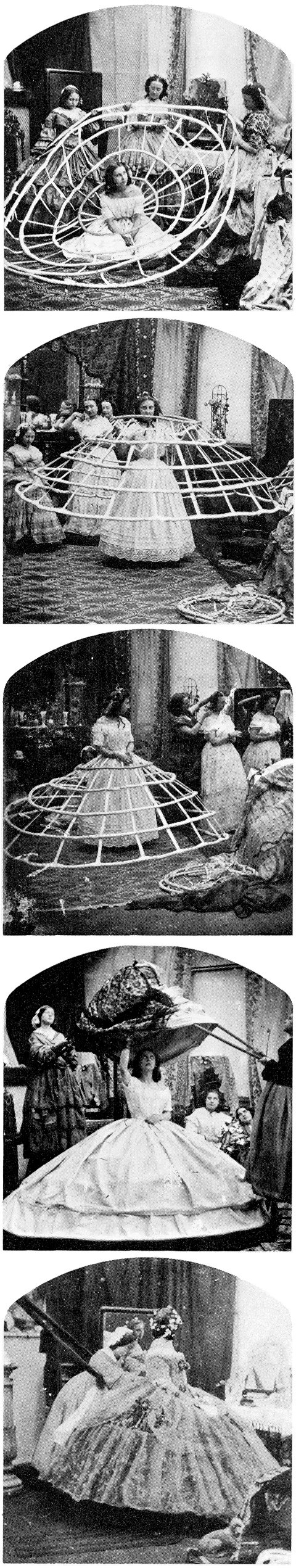
五个阶段穿克里诺林裙衬时的笑话照片，约1860年

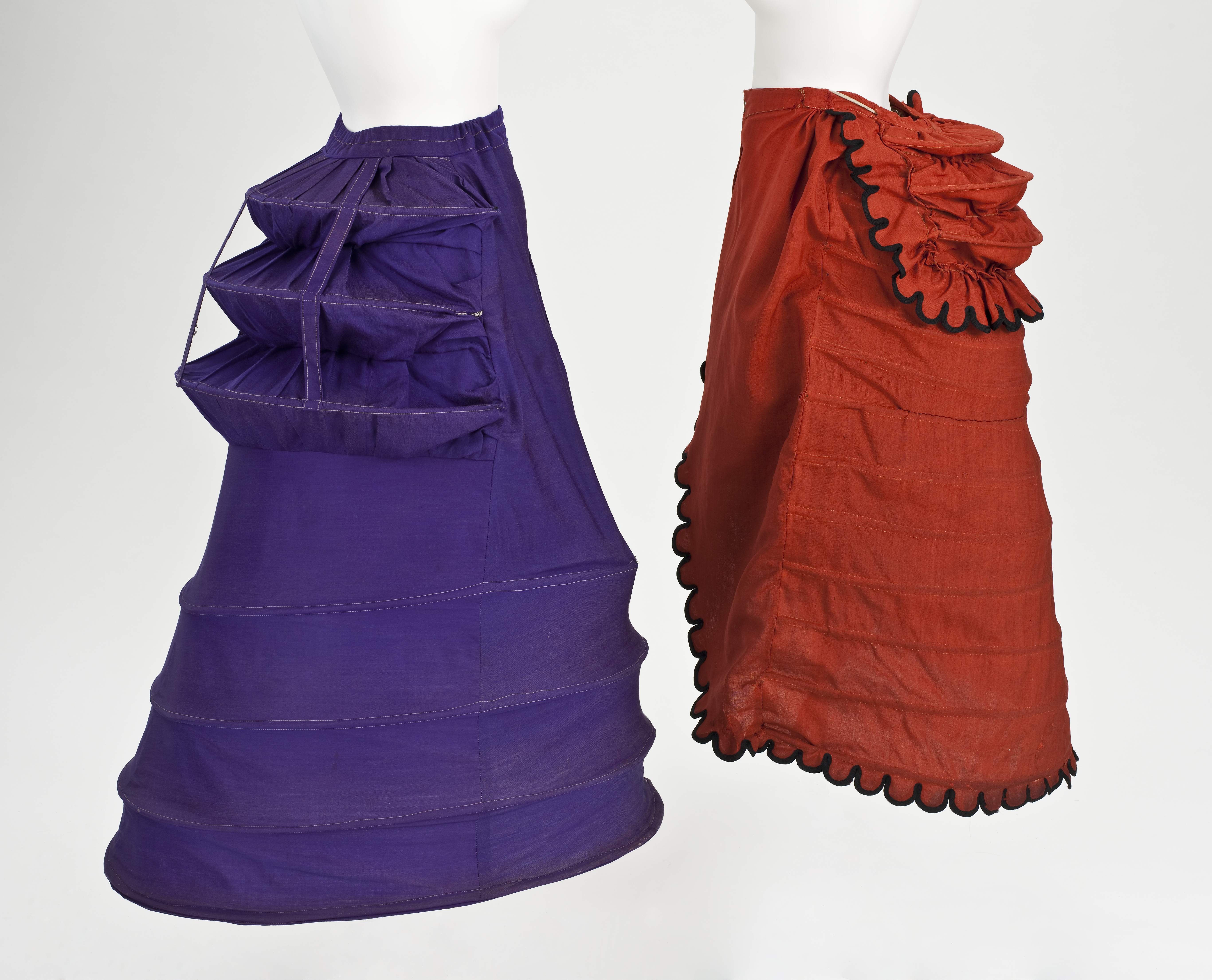
两件英国克里诺林裙, 1872–75, 洛杉矶县艺术博物馆, M.2007.211.387 and 388.

克里诺林裙衬（Crinoline），裙衬即裙撑，是一种用马尾、棉布或亚麻布浆硬后做的硬质裙撑，类似于此前的鲸骨裙衬（farthingale）。“克里诺林”一词源于拉丁语“crinis”（意思是“毛发”)）和“lin”（即“麻”）的组合词。另一说是源于法语单词“crin”（马尾毛）和“lin”（麻）的组合词。首次出现在1830年，到了1850年，英国人发明了不用马尾硬衬的新型克里诺林，是用鲸须、鸟羽的茎骨、细铁丝或藤条做轮骨，用带子连接成鸟笼状的裙撑。这种裙撑1860年传入法国，以欧仁妮皇后为中心的宫廷和社交界上流女子们所喜爱，迅速成为流行服装，以致影响到西欧各国的所有阶层，甚至农妇们也仿效其形式，故服装史上也把这一时期称为克里诺林时代。

## 历史
从15世纪晚期到17世纪初的各种形态的鲸骨裙衬（farthingale），和整个18世纪的帕尼耶裙撑（Panniers），以及此后的克里诺林裙撑，都是为了裙子的膨大化，以达到视觉上的效果。在18世纪后期洛可可风格逐渐式微，人们开始厌倦那些繁冗的装饰，欧洲女装出现了崇尚自然柔美的田园风格，最后裙撑被人们抛弃，取而代之的是多层的衬裙，宽肥多褶的外裙以及拖在臀后的堆满褶裥的曳地裙，臀部的造型变得自然而饱满。裙撑的再度出现是在19世纪初，但这时的裙撑都比较小巧，多用金属环成或用多层布料纳缝，兼顾了服装的装饰性和功能性的需要。
19世纪40年代初期，大型的裙撑又卷土重来，这时的裙撑多用马尾与亚麻混纺的织物作为面料，被称为克里诺林裙撑。随着女性的外型不断膨胀，需要在克里诺林裙撑外面穿着多层浆过年的白麻纱布衬裙来保持夸张的裙型，即使这样，裙子的展开量仍显得不够充分，无法满足当时女性的要求。1850年，克里诺林裙撑演化出一种外型类似于16世纪西班牙式的裙撑，这种裙撑的面料加入衬垫后缝合，从底摆到裙腰间隔着插入鲸须环，鲸须环的间隔和大小比例可以根据流行来调节，以改变着装后裙子的外型和下摆，因此这种裙撑在当时十分流行。后来这种裙撑演变为一种笨重的装束，以致于连穿着、活动和起坐都十分困难，严重影响了人体机能。
1856年一种新式的克里诺林裙撑获得了专利，这种新式裙撑是将许多灵活的金属环用绳带绑缚在竖向的骨架上，这样的装配使裙撑减轻了一些重量，并且不需要穿多层的衬裙就可以保持宽大的裙型。同时由于价格上较便宜，因此风靡一时，获得了极大的商业成功。
1870年以后，一种由法国人命名的“巴斯特尔裙衬”（Bustle）被广泛的使用，克里诺林裙撑逐渐退出了历史舞台。
现代日趋奢华的婚礼和宏大的新娘礼服，克里诺林裙衬作为晚礼服和婚纱，开始卷土重来。

## 图库

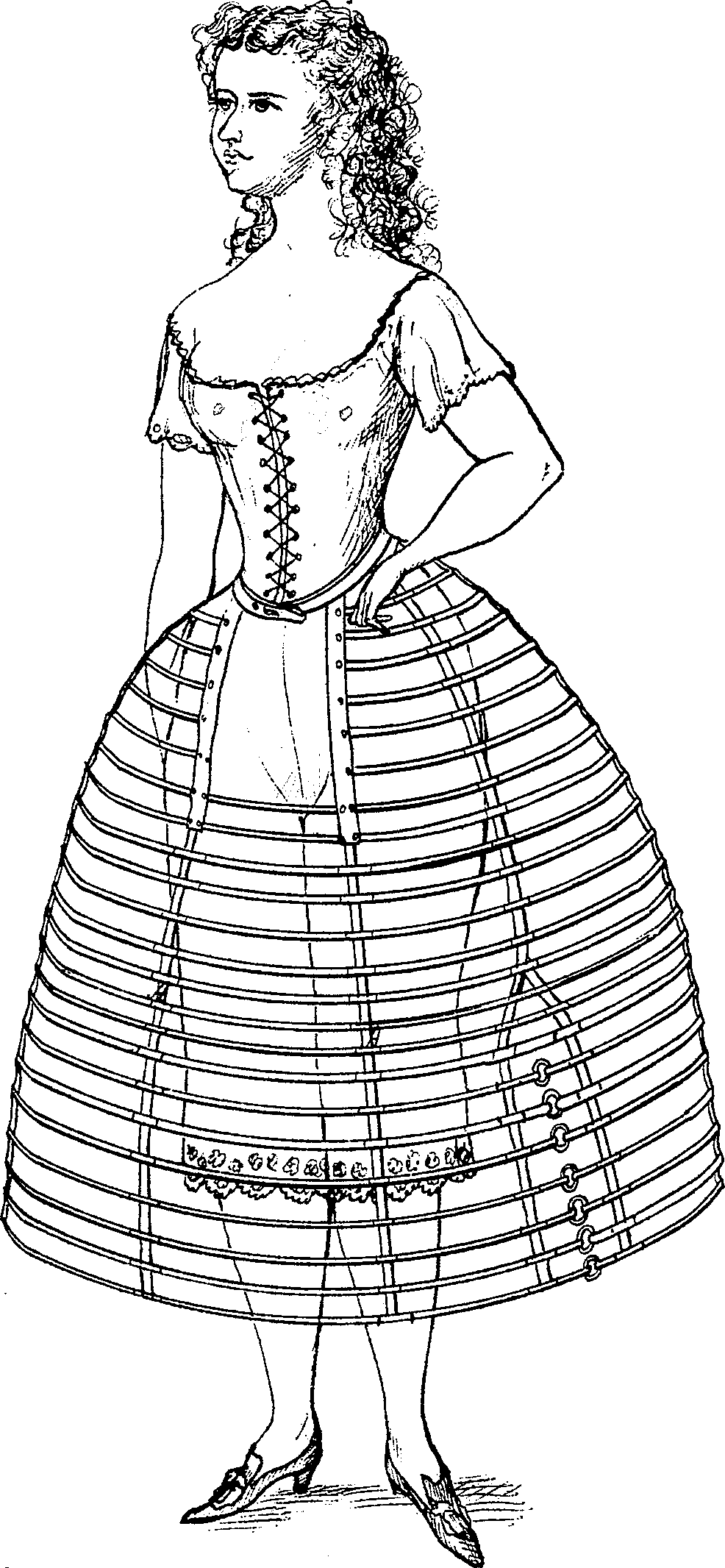
crinoline patented
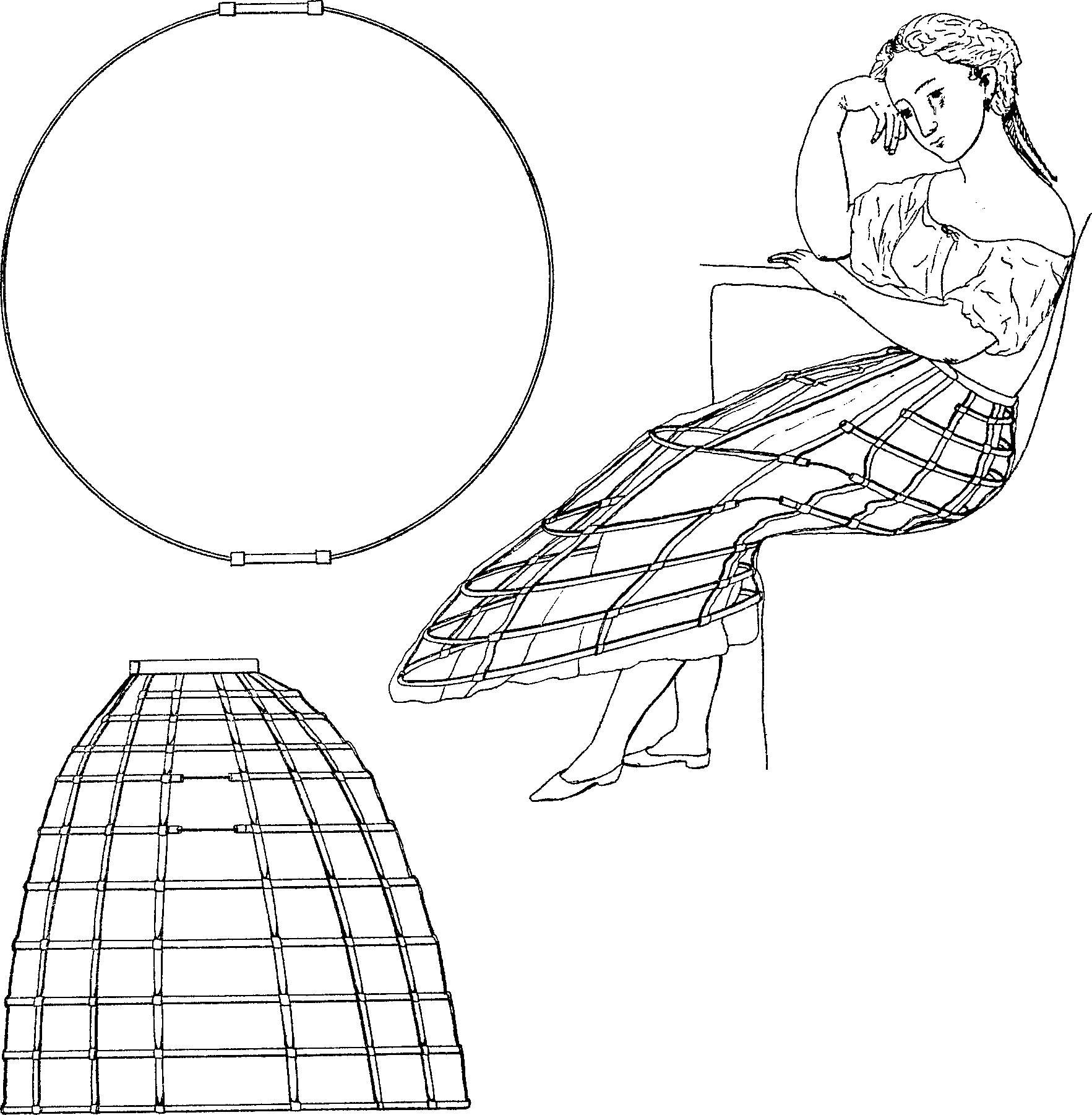
Sitting down in Crinoline
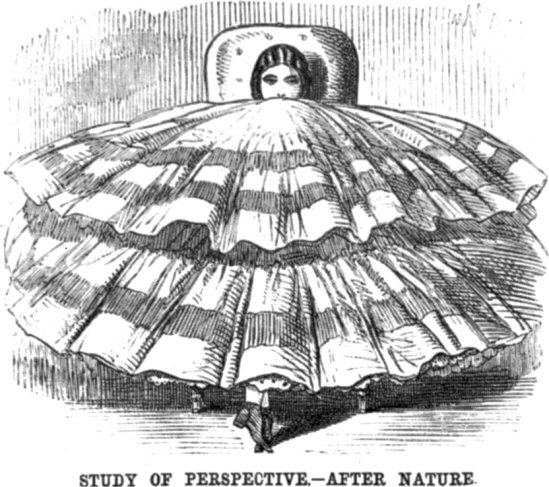
Sitting down in Crinoline
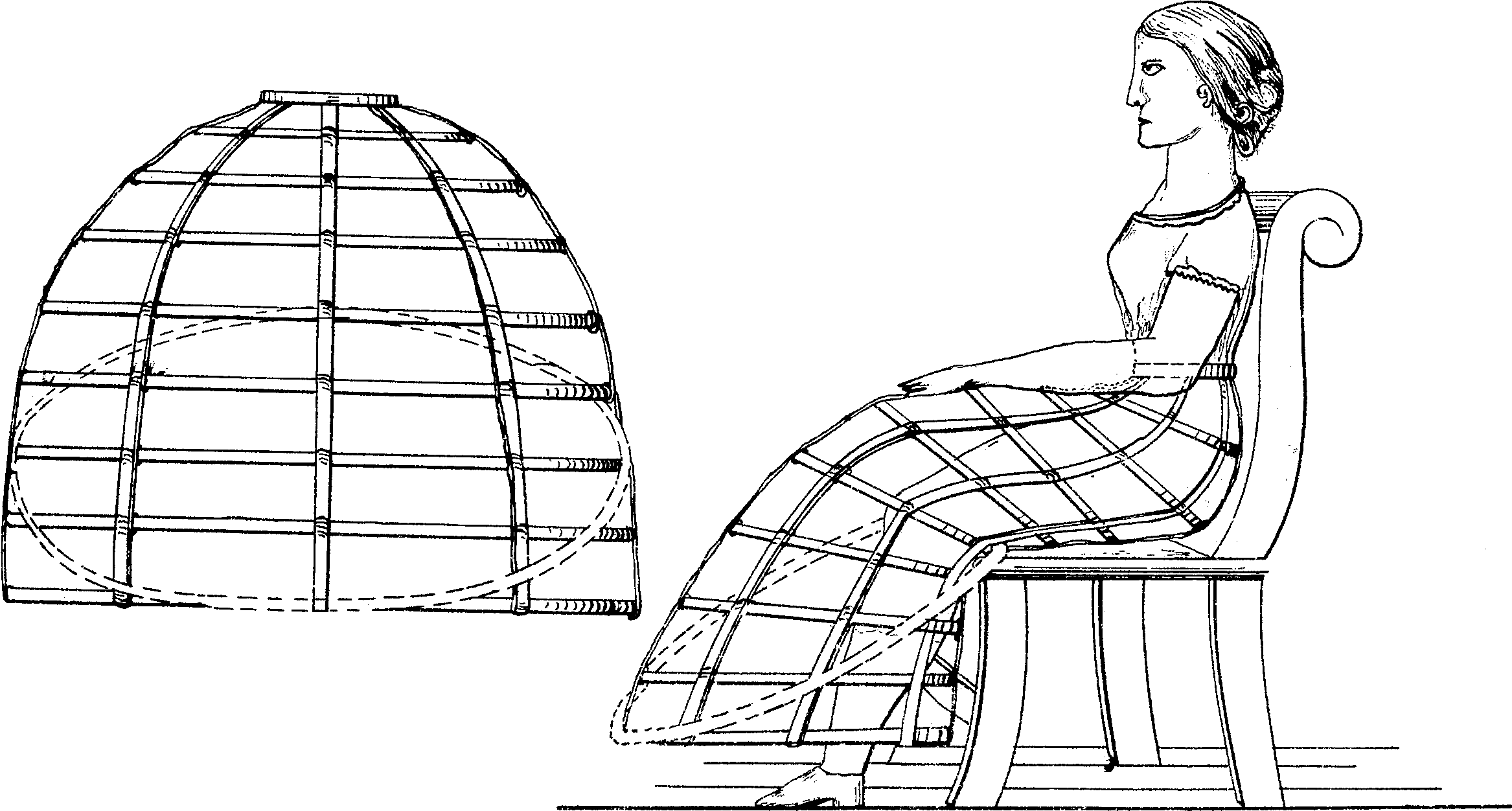
Sitting down in Crinoline
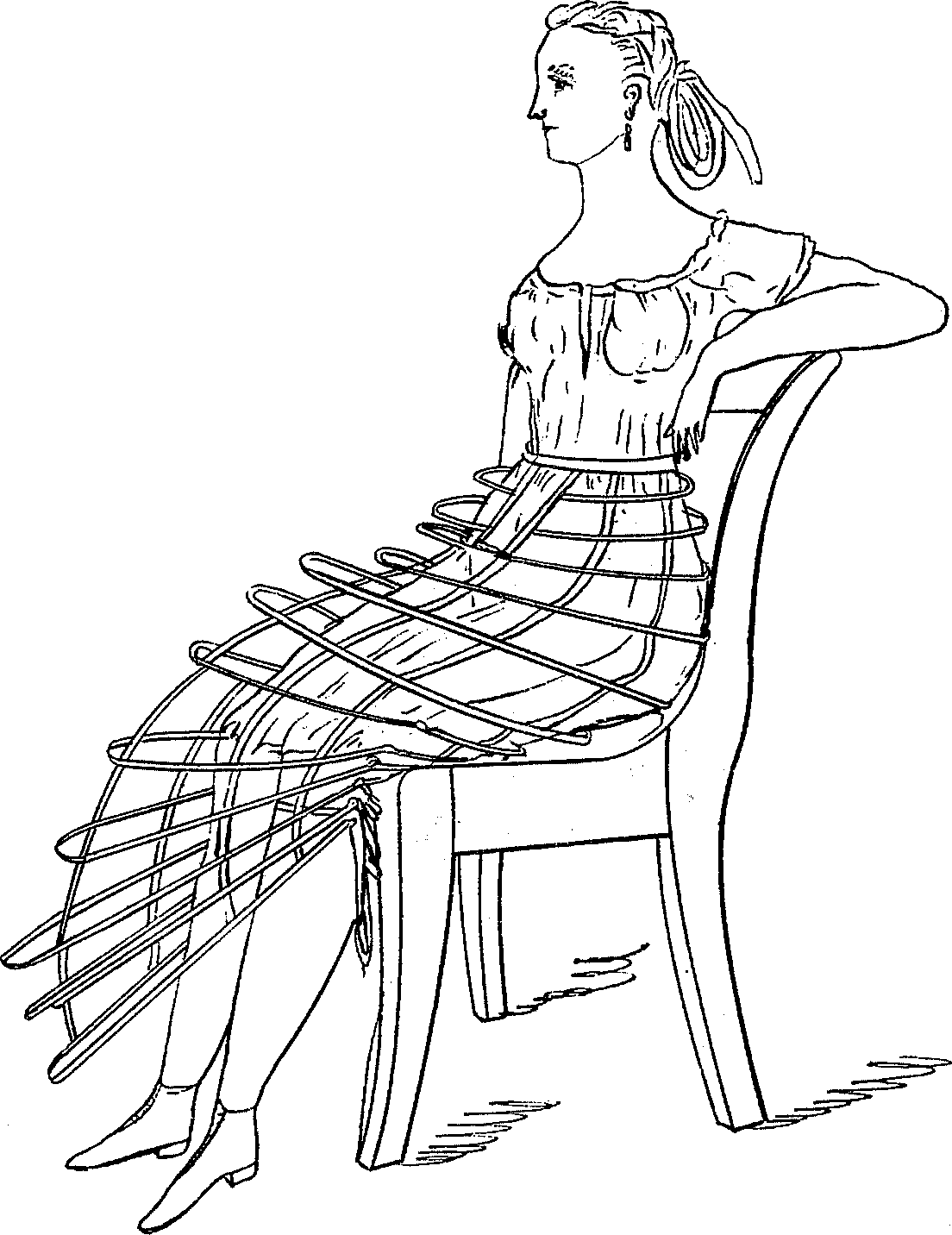
Sitting down in Crinoline
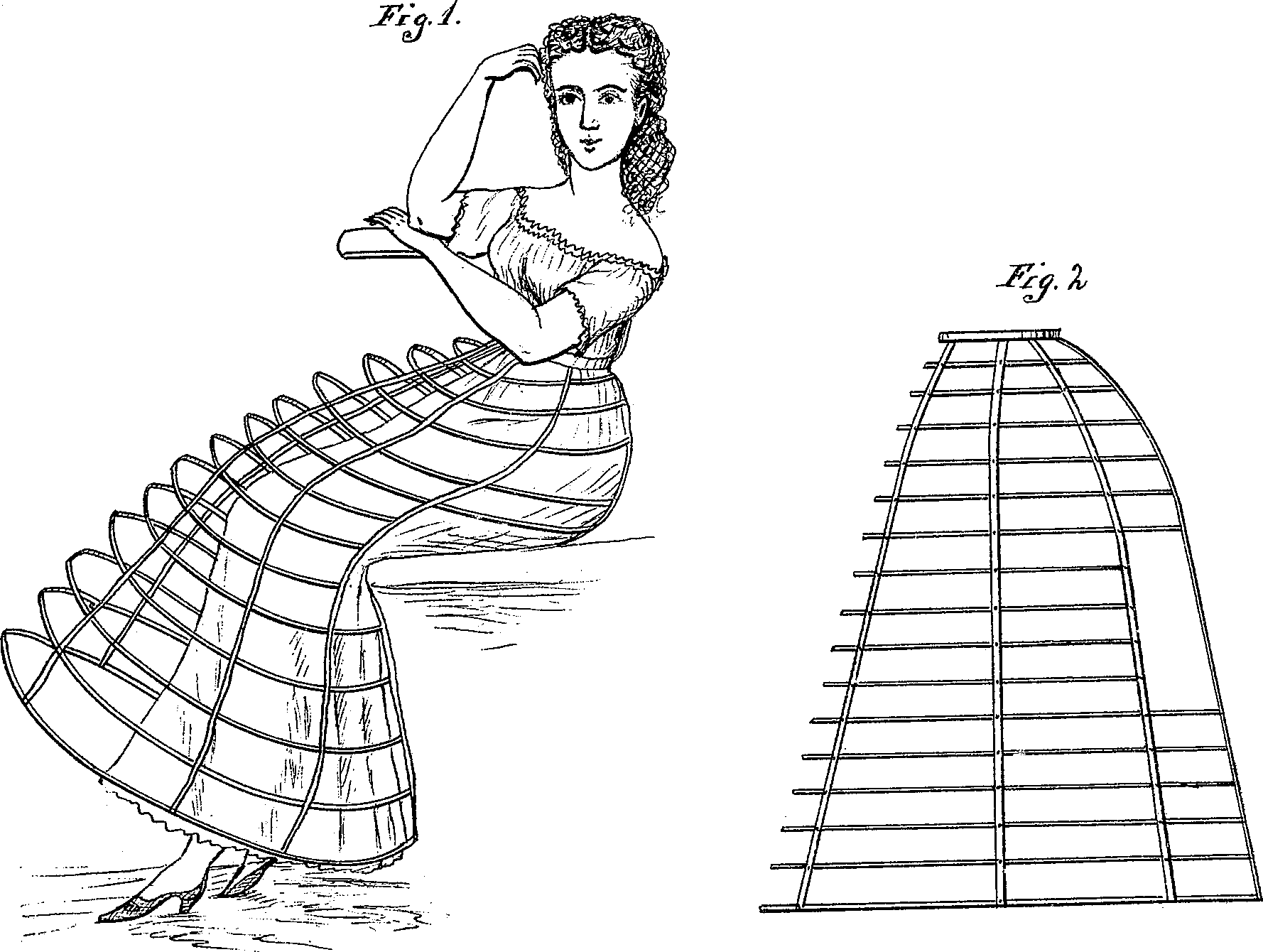
Sitting down in Crinoline
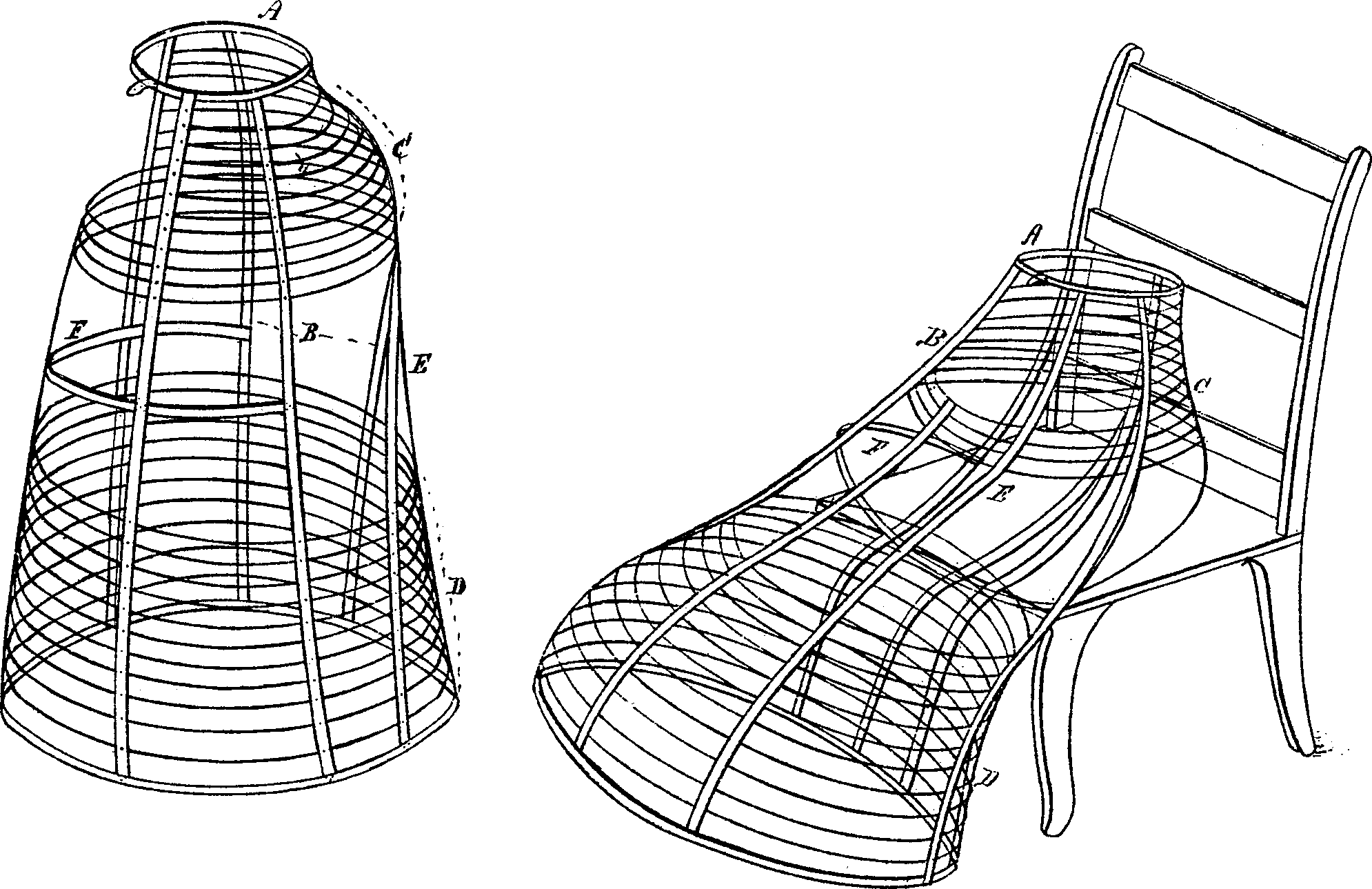
Sitting down in Crinoline

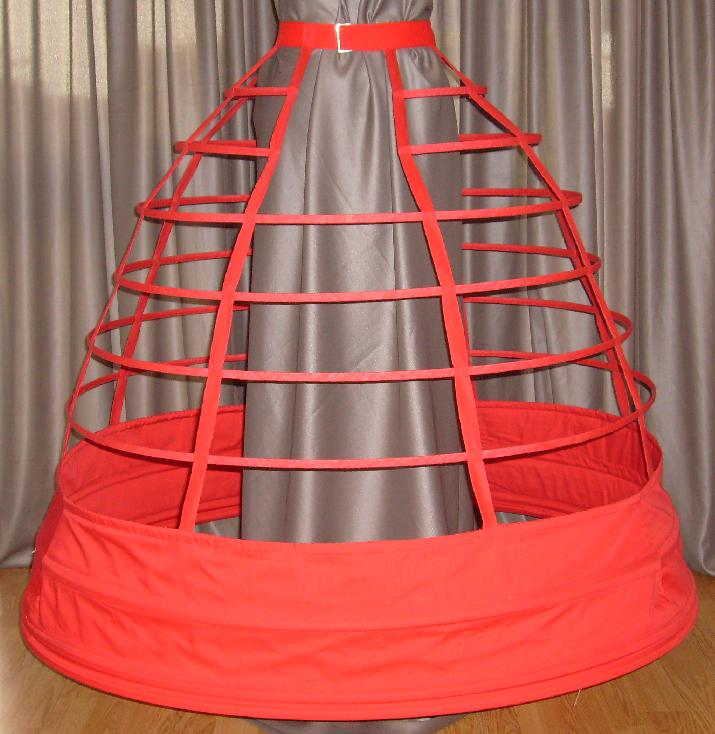
钢架克里诺林裙撑, 1858年
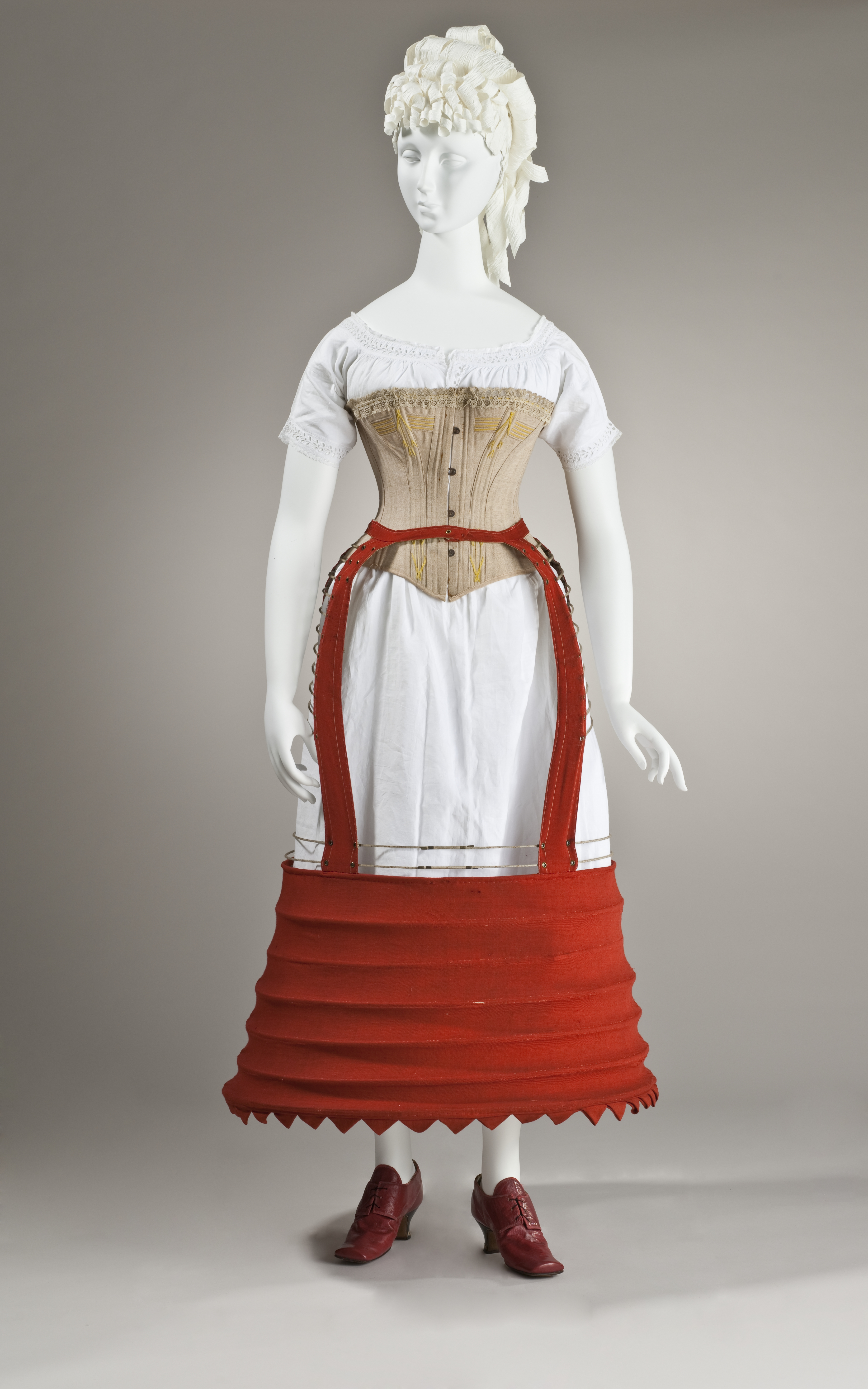
Bustle cage crinoline, England, 1862–70, LACMA M.2007.211.386
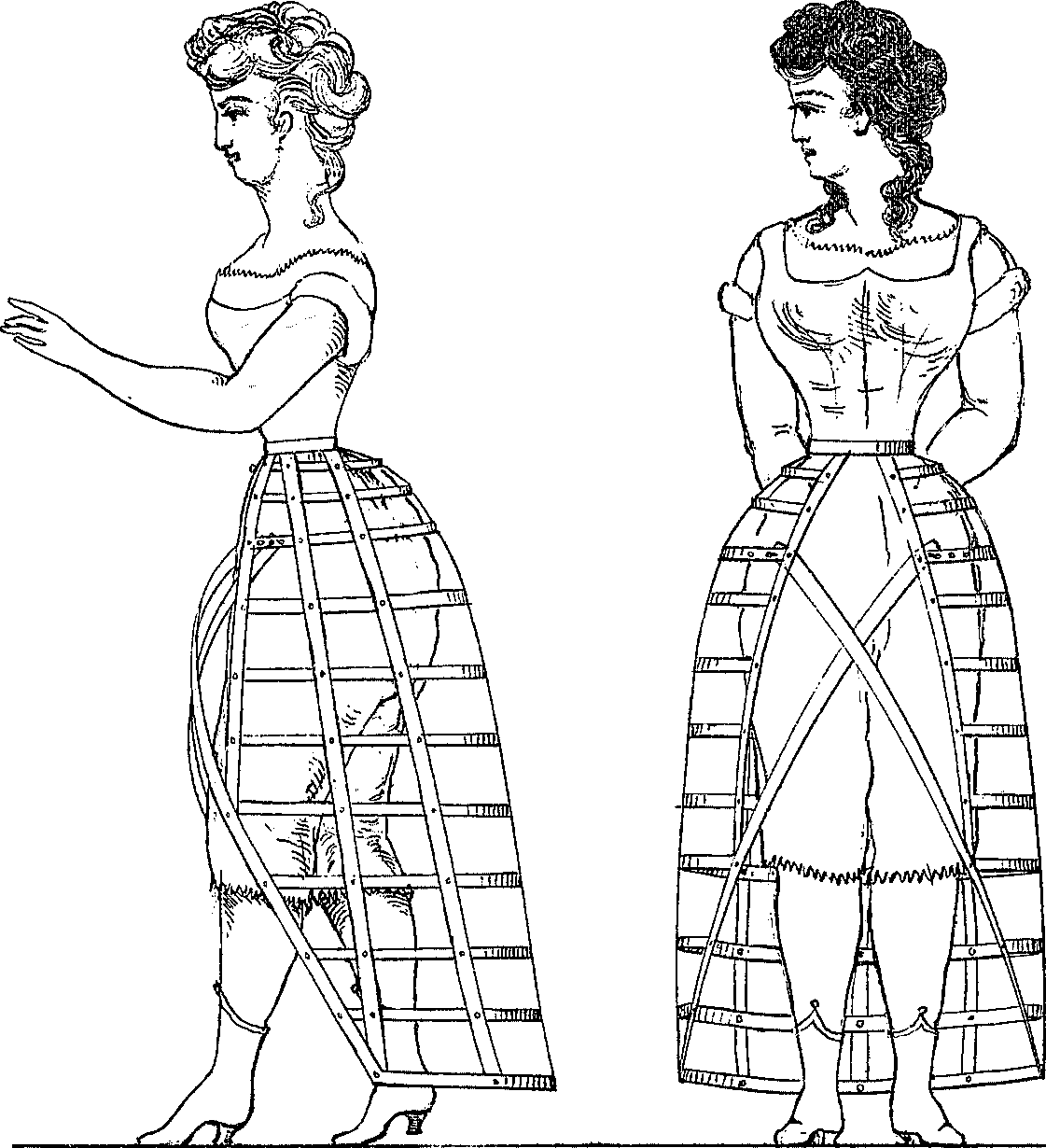
Crinolette, from U. S. patent 31840, 1872

## 备注
1. ↑  张乃仁、杨葛琪著：《外国服装艺术史》，人民美术出版社，1997年。